# La Tronqueda
La Tronqueda és una plana situada al terme municipal d'Arenys de Mar, just per sota de l'autopista C-32.